# Else Breen
Else Breen, född 15 mars 1927 i Molde, Møre og Romsdal, död 12 juni 2025, var en norsk författare och litteraturvetare.
Breen skrev både skönlitteratur och facklitteratur och är speciellt känd för sina barn- och ungdomsböcker. Hon läste litteraturvetenskap och forskade på Jens Zetlitz och lyrik från 1700-talet. Författarskapet omfattar barnböcker, radioteater för barn, romaner, noveller och facklitteratur, däribland litteraturverket Slik skrev de (1998) och Jens Zetlitz: et tohundreårsminne (1990) som är översatt till tolv språk. 
Else Breen hade flera förtroendeuppdrag i Den norske Forfatterforening. Hon var också ordförande i Ungdomslitteraturens forfatterlag mellan åren 1973 och 1977.
Else Breen var i flera år bosatt på Tjøme i Vestfold.